# Benitz (Naturschutzgebiet)
Koordinaten: 52° 18′ 38″ N, 11° 26′ 8″ O
Benitz ist ein Naturschutzgebiet in der Stadt Haldensleben im Landkreis Börde in Sachsen-Anhalt.
Das Naturschutzgebiet mit dem Kennzeichen NSG 0150 ist 100 Hektar groß. Es steht seit Anfang 1999 unter Schutz (Datum der Verordnung: 17. Dezember 1998). Zuständige untere Naturschutzbehörde ist der Landkreis Börde.
Das Naturschutzgebiet liegt nordöstlich von Haldensleben und stellt einen ehemaligen Kiestagebau und seine Umgebung im Übergangsbereich der Colbitz-Letzlinger Heide zum Ohre-Urstromtal unter Schutz. Der Tagebau wurde bis 1992 ausgebeutet. Teile der Abgrabungsflächen sind mit Grundwasser vollgelaufen, so dass offene Wasserflächen entstanden sind. Daneben sind temporär wassergefüllte und Feuchtbereiche mit Seggenrieden und Röhrichten sowie Rohbodenflächen zu finden. Diese Bereiche verbuschen zunehmend. Trockene Bereiche werden kleinflächig von Sandmagerrasen eingenommen. Im östlichen Teil des ehemaligen Tagebaus stocken ein durch Sukzession entstandener Stieleichen-Hainbuchenwald und kleinere Erlengehölze. Weite Teile wurden mit Kiefern, Birken und Stieleichen aufgeforstet.
Das Naturschutzgebiet ist Lebensraum für verschiedene Vogelarten, darunter Rohrweihe, Braunkehlchen und Sperbergrasmücke, die hier auch brüten. Daneben ist es Nahrungsgebiet für Schwarz- und Weißstorch, Baumfalke, Rot- und Schwarzmilan sowie Rastgebiet für Fischadler, Kranich und zahlreiche Wasservogelarten. Weiterhin leben hier verschiedene Amphibien, darunter Kreuzkröte, Knoblauchkröte und Kammmolch. Auch für Insekten ist der ehemalige Tagebau von Bedeutung. So sind hier verschiedene Heuschrecken wie Blauflügelige Ödlandschrecke, Blauflügelige Sandschrecke, Westliche Beißschrecke, Gefleckte Keulenschrecke und Feldgrashüpfer sowie Libellen wie Kleine Pechlibelle und Kleines Granatauge zu finden.
Durch das Naturschutzgebiet, das im Nordwesten an die Bundesstraße 71 und im Nordosten an einen Wirtschaftsweg grenzt, verläuft ein Naturlehrpfad.